# 低音巴松管
倍低音管（英文: Contrabassoon, double bassoon）是低音管的變形樂器，屬於雙簧樂器，音域較低音管低1個八度，是交響樂隊木管樂器組中音域最低的樂器。演奏技巧除了少部份的指法外，大致和低音管相近。在現代的交響樂團中，一般都有至少一位低音管手同時演奏低音管及倍低音管。而演奏現代作品或者需運用較大樂隊規模的樂曲（如馬勒、理察·史特勞斯、蕭斯塔科維奇等）時，更需要一位獨立的倍低音管樂手。

## 和低音管的分別
倍低音管的簧片都比一般低音管為大及長，長度約為65～75毫米。指法上，特高音域的指法會和低音管所用的指法有所出入。而各指孔間的隔距亦比低音管為闊。樂器的總長度約是其高度的兩倍半。由如它巨大的形態及重量，在樂器的底部裝有金屬腳棒支撐管體，並如銅管樂器一樣, 裝有排水鍵, 能將積存在樂器內的凝結水氣排走。
大部份的倍低音管在出廠都是預先裝嵌好，並不能如其他木管樂器般可以隨意地拆開或結合。只有吹嘴及部份型號的喇叭口能拆開。

## 音域
低音巴松管的音域大約為3個八度，由 B♭0 (鋼琴的最低A音高小二度) 起計。個別製造的低音巴松管能吹出A♭0，比鋼琴的最低A音還要低小二度。在樂隊中是繼低音號之後，第二能演奏最低音樂器。最高音可以到達 A3 (比中音 C 低小三度)，不過一般作曲家很少會運用上 D3 以上的音。

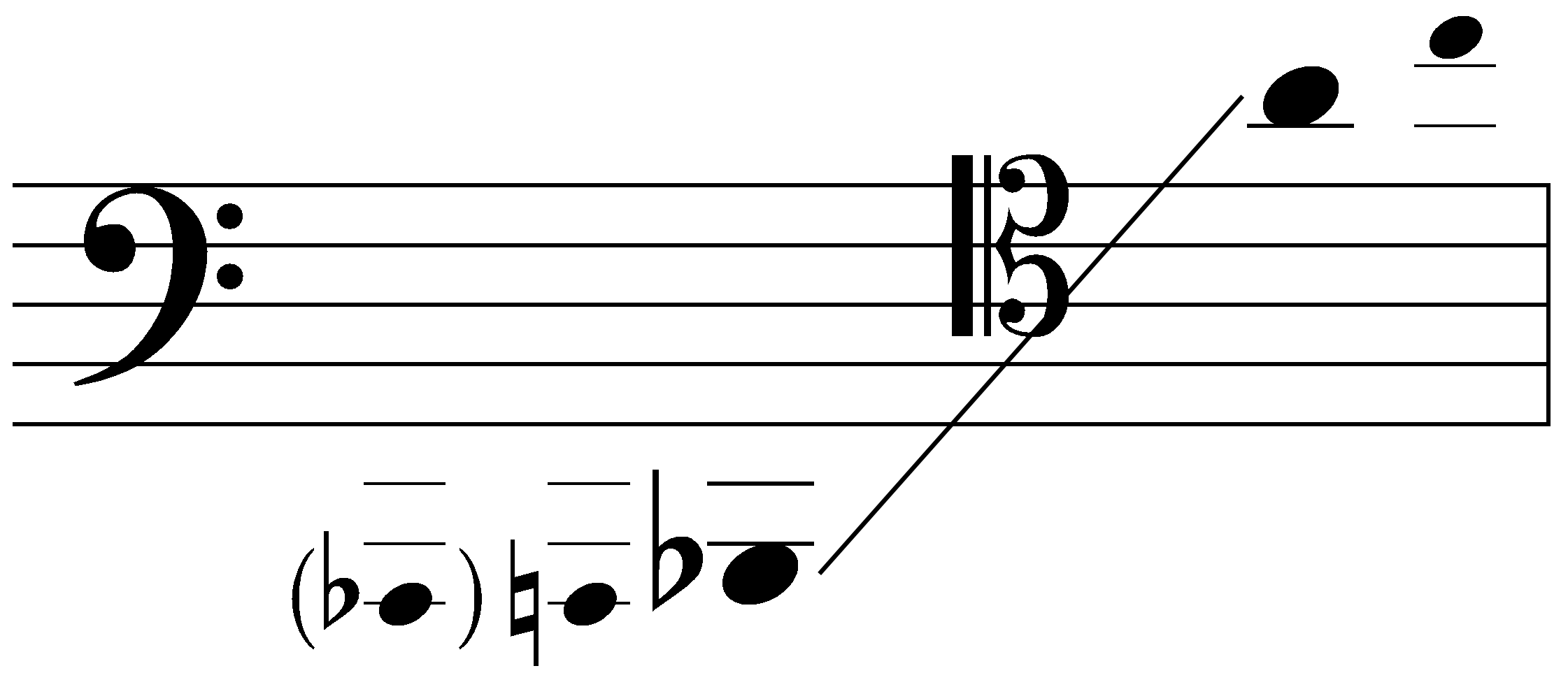
低音巴松管的記譜音高

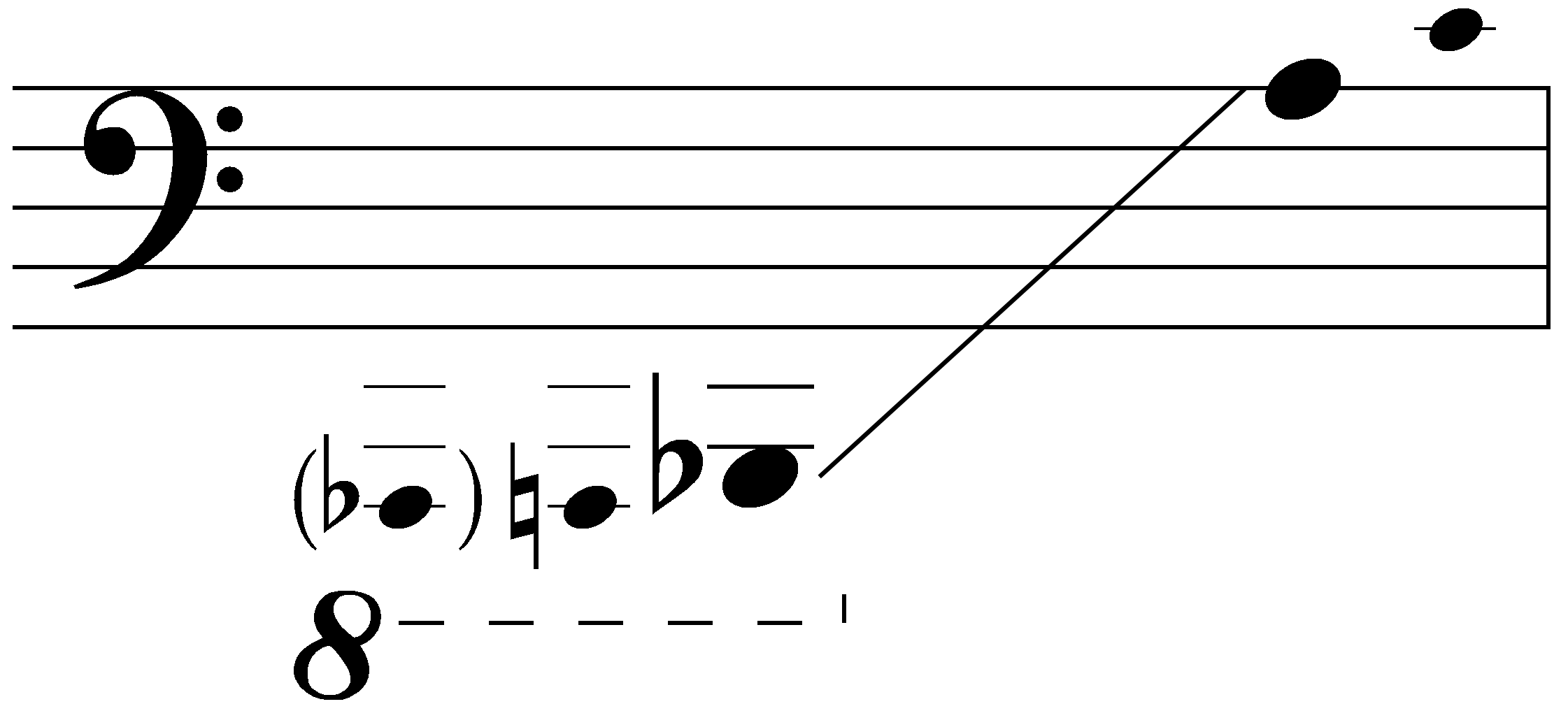
低音巴松管的實際音高

## 記譜
低音巴松管採用移調記譜的方法，較常採用低音譜號，間中亦會採用次中音譜號但不常見。實際發音比記譜音低純八度。

## 外部連結
- 互联网低音巴松管资源 （页面存档备份，存于）
- 國立臺北藝術大學(前國立藝術學院)音樂系樂器介紹網頁（页面存档备份，存于）